# Walid Bouaboub
Walid Bouaboub , né le 16 octobre 1988, est un karatéka algérien. Son dernier résultat est la 3ème place pour le 75.0 kg hommes aux Jeux Méditerranéens en 2018,,,.

## Palmarès
| Année | Compétition                           | Lieu      | Résultat | Catégorie         |
| ----- | ------------------------------------- | --------- | -------- | ----------------- |
| 2011  | Jeux africains de 2011                | Maputo    | 3e       | Kumite - 75 kg    |
| 2011  | Jeux panarabes 2011                   | Doha      | 3e       | Kumite - 75 kg    |
| 2011  | Jeux panarabes 2011                   | Doha      | 3e       | Kumite par équipe |
| 2012  | Championnats du monde de karaté 2012  | Paris     | 3e       | Kumite - 75 kg    |
| 2013  | 7e coupe du monde de Karaté Shitoryu  | Tokyo     | 3e       | Kumite - 75 kg    |
| 2013  | 7e coupe du monde de Karaté Shitoryu  | Tokyo     | 1re      | par équipe        |
| 2018  | Jeux méditerranéens de 2018           | Tarragone | 3e       | Kumite - 75 kg    |
| 2018  | Championnats d'Afrique de karaté 2018 | Kigali    | 3e       | Kumite par équipe |

## Autres tournois
| Année | Compétition   | Lieu  | Résultat | Catégorie      |
| ----- | ------------- | ----- | -------- | -------------- |
| 2011  | Open de Paris | Paris | 3e       | Kumite - 75 kg |